# Sonnenhof (Wien)
Der Sonnenhof war ein im heutigen 5. Wiener Gemeindebezirk Margareten gelegenes frühes Spital und Versorgungshaus für Arme.

## Geschichte
Erbauen ließ Hans Ehrenreich Freiherr von Oppel den Sonnenhof als Meierhof für seine Herrschaft Margareten. Durch seinen Stiefsohn Franz Anton Graf Sonnau, der die Herrschaft erbte, bekam der Meierhof seinen Namen. Die Stadt Wien, die die Herrschaft 1727 erwarb, hatte selbst kein Interesse an einer landwirtschaftlichen Nutzung und verpachtete die Ackerflächen. Der Meierhof wurde in ein Wohnhaus umgestaltet.
Das seit 1715 erfolgte allgemeine Drängen der Regierung auf die Errichtung von Spitälern durch die Grundherrn wurde von diesen meist nicht beachtet. In Margareten leistete erst die Stadt Wien dieser Verpflichtung Folge und wies am 8. Oktober 1740 den Verwalter der Herrschaft Margareten an, die Bewohner des Sonnenhofs zu kündigen, um das Bauwerk für seine kommende Aufgabe frei zu bekommen.
Nachdem das Gebäude entsprechend seiner neuen Bestimmung adaptiert worden war, wurden die ersten Kranken und Armen aufgenommen, wobei die Armen auf den Gründen der Stadt Wien geboren worden sein mussten.
1745 forderte die Regierung, dass auch im Schloss Margareten ein Spital eingerichtet würde und im Sonnenhof sollte die oben erwähnte Aufnahmebedingung aufgehoben werden. Die Forderung, im Schloss ein Spital einzurichten, konnte der Magistrat von Wien aber abwehren.
Wegen Platzmangel wurde 1749 die Kapazität des Sonnenhofs durch die Errichtung von Zubauten und das Aufstocken bestehender Gebäude erhöht. Außerdem wurde entsprechend einer Forderung der Regierung eine Kapelle errichtet.
1759 übernahm die Congegatio sancti Joannis Eleemosynarii den Sonnenhof und ihr gelang es, die Verhältnisse für die 250 Insassen zu verbessern. Die arbeitsfähigen Armen wurden zum Baumwollspinnen und Strumpfwirken für die Armee verpflichtet. Personen, die aufgrund ihres Alters oder Gesundheitszustands bettlägerig wurden, wurden ins Bäckenhäusel oder den Kontumazhof in der Alservorstadt verlegt. Ein Teil des Gewinns wurde an die Armen ausbezahlt, mit dem Rest wurde der Sonnenhof 1761 ausgebaut.
Durch ein Handschreiben von Kaiser Joseph II. vom 10. Oktober 1785 wurde der Sonnenhof in Margareten nach der Eröffnung des Allgemeinen Krankenhauses geschlossen. Die Pfleglinge wurden in das Siechenhaus zum Blauen Herrgott in Wien-Alsergrund verlegt. Der Verkauf des Sonnenhofs erfolgte in vier Tranchen am 26. Mai 1786 im Lizitationsweg.

### Pfarrkirche St. Josef zu Margareten

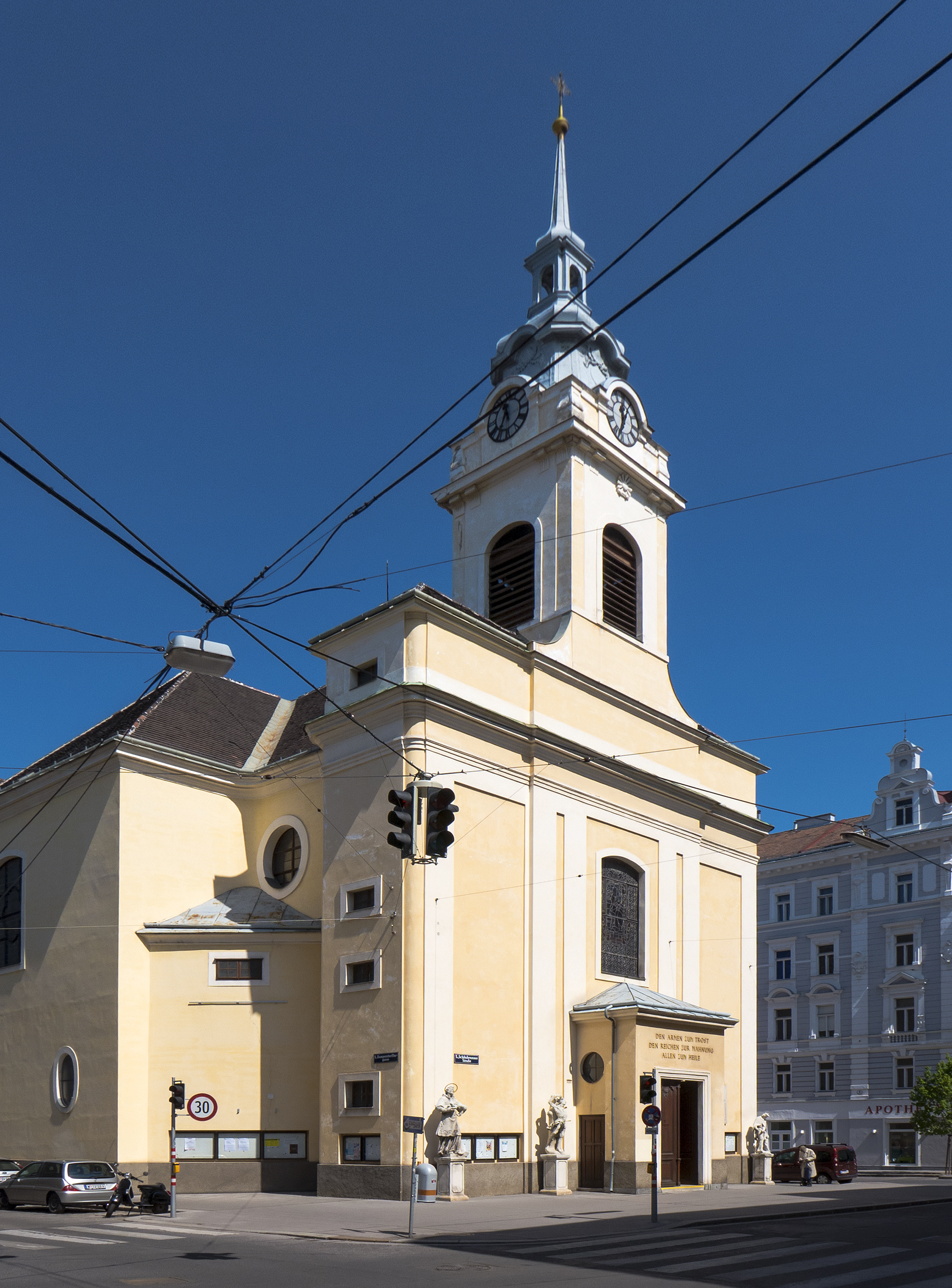
Pfarrkirche St. Josef zu Margareten – ehemalige Spitalskirche des Sonnenhofs

Die Kirche St. Josef zu Margareten wurde in der heutigen Form 1769 an Stelle der Krankenhauskapelle des Sonnenhofs errichtet.
Durch eine von Joseph II. am 20. April 1785 erlassene neue Pfarreinteilung erhielt die Kirche neben ihrer Funktion als Spitalskirche auch noch die Funktion als Pfarrkirche von Margareten, was sie nach der Auflösung des Sonnenhofes auch blieb.
Für die Errichtung des Pfarrhofs wurde der Stadt Wien als Grundherr zwar kostenlos ein Bauplatz zur Verfügung gestellt, da dieser aber für die geplante Integration der ersten Schule Margaretens in das Gebäude zu klein war, kam es zu langen Rechtsstreitigkeiten zwischen der Stadt und der Regierung.
1784 wurde endlich der benötigte Bauplatz zur Verfügung gestellt. 1786 erfolgten die Fertigstellung des Pfarrhofs und die Eröffnung der Schule. 1887 wurde in der Ramperstorffer Gasse 56 im strenghistoristischen Stil ein neuer Pfarrhof errichtet.

## Erinnerung
Neben der Sonnenhofgasse zwischen der Schönbrunner Straße und der Rechten Wienzeile erinnert noch das zwischen 1896 und 1897 von Rudolf Goebel errichtete Wohnhaus Sonnenhof an die Einrichtung.